# 磯良神社 (茨木市)
磯良神社（いそらじんじゃ）は大阪市茨木市三島丘に鎮座する神社。疣を取るのに神験ありとの信仰から疣水神社（いぼみずじんじゃ）とも呼ばれる。

## 祭神
磯良大神を祀る。

## 歴史
現在の社地は式内社の新屋坐天照御魂神社の旧境内地の一部で、同社の境内社として奉斎されていたが、 寛文9年（1669年）3月に新屋神社が西北隅に遷座されて分かれた。
昭和54年（1979年）、拝殿を新築。

## 境内
- 住吉神社 - 底筒男命・中筒男命・表筒男命、息長足姫命
- 桜姫稲荷神社 - 宇賀御魂神

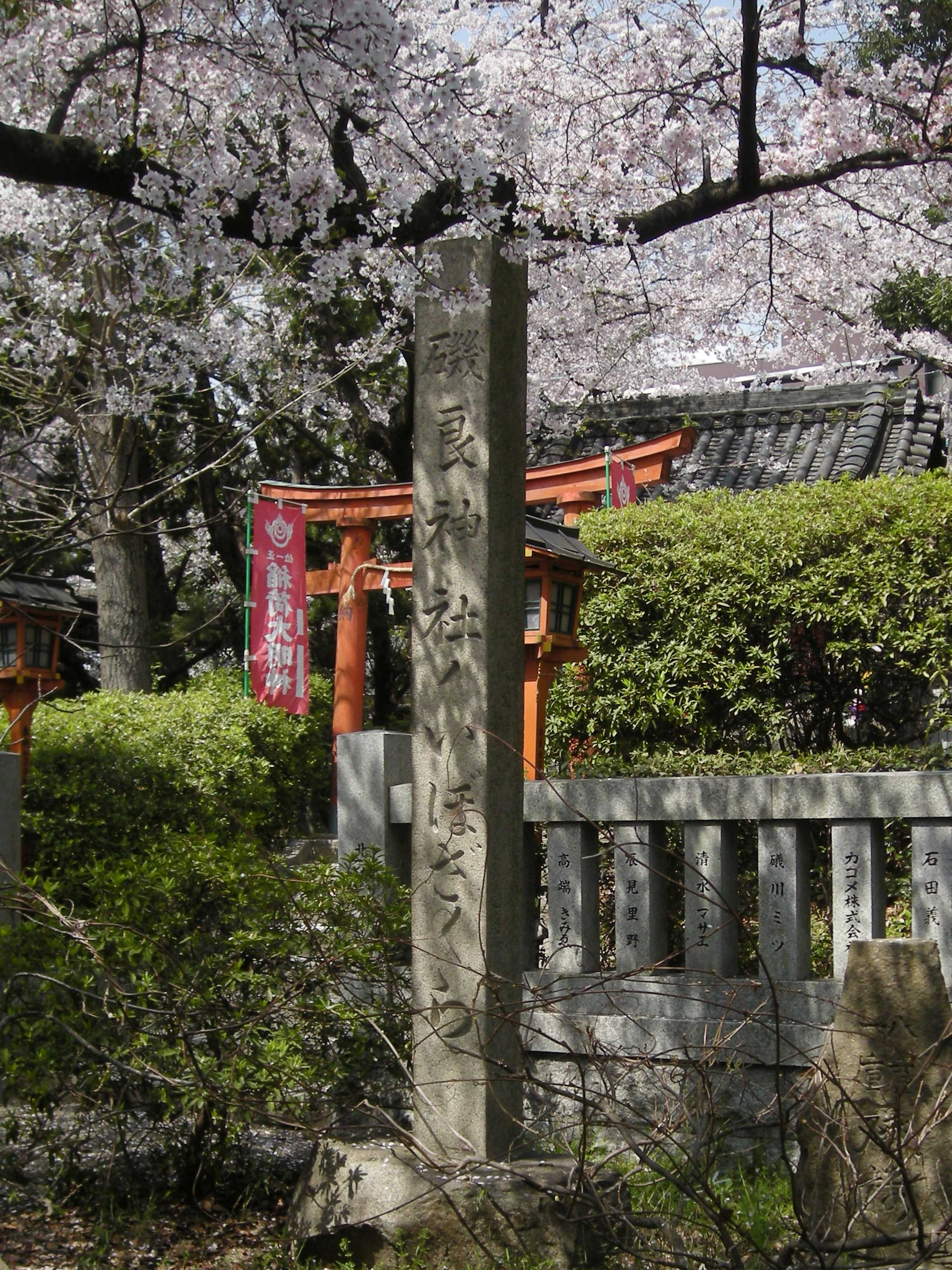
井保桜（いぼさくら）
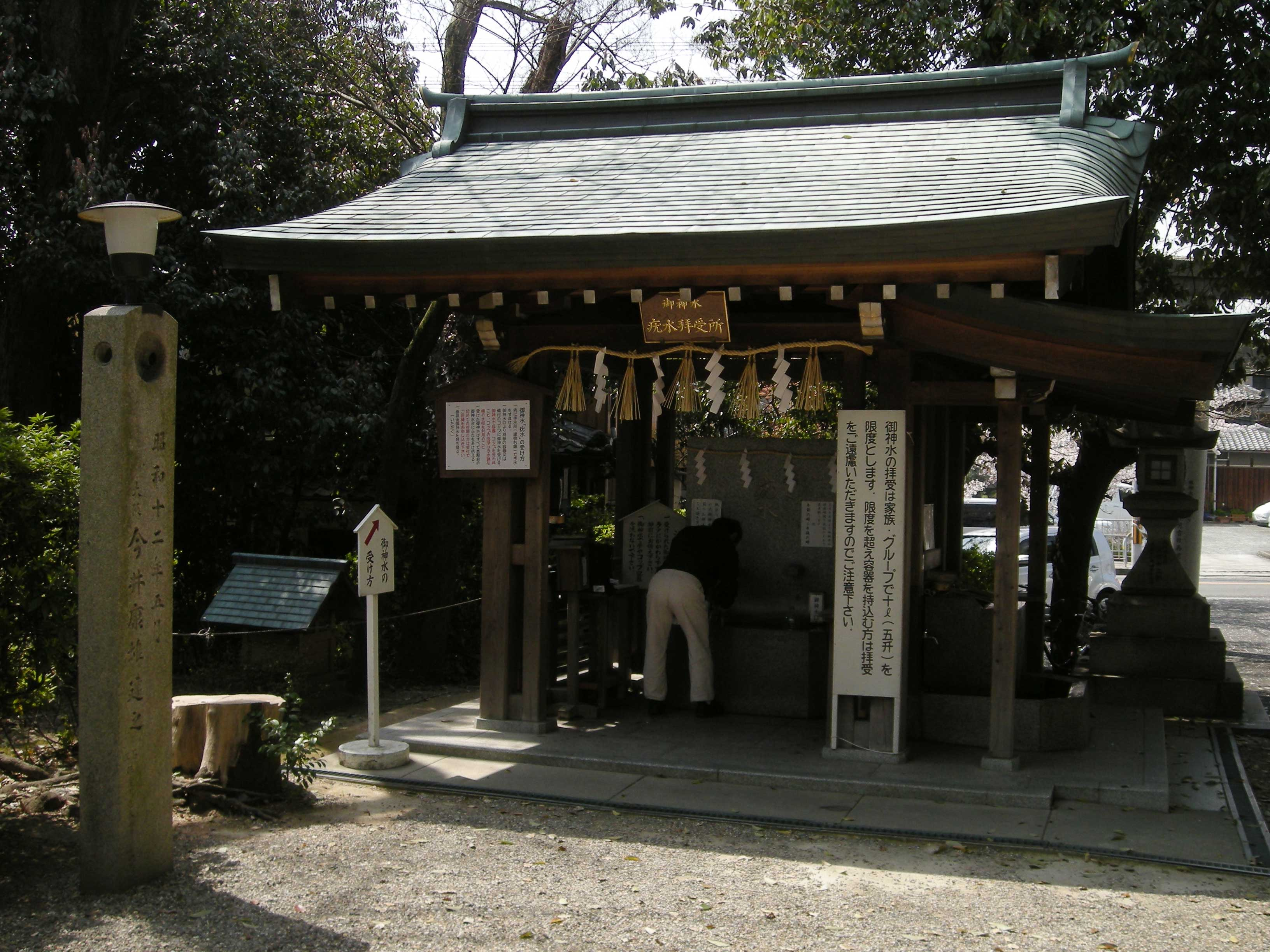
疣水（いぼみず）

- 井保桜 - 『摂津名所図会』に「浪花および近隣より群来りて艶花を賞す」と記された、一重の桜が八重のように見える桜の大樹は昭和2年（1927年）に天然記念物に指定されたが、惜しくも昭和19年（1944年）に枯れてしまった。
- 疣水 - 『摂津志』に「玉の井」、『摂津名所図会』に「便の水」と記された諸病平癒に霊験あらたかな神水。

## 交通
- 阪急京都本線総持寺駅より　北に徒歩約14分。